# Ojacastro
Ojacastro település Spanyolországban, La Rioja autonóm közösségben. Ojacastro Redecilla del Camino, Villarta-Quintana, Santurde de Rioja, Santurdejo, Pazuengos, Ezcaray, Zorraquín és Valgañón községekkel határos. Lakosainak száma 179 fő (2024).

## Népesség
A település népessége az elmúlt években az alábbi módon változott:
| Lakosok száma | 240  | 220  | 210  | 214  | 186  | 190  | 176  | 182  | 187  | 179  |
|               | 2001 | 2004 | 2007 | 2009 | 2012 | 2014 | 2017 | 2019 | 2022 | 2024 |